# 潟西村
潟西村（かたにしむら）は秋田県南秋田郡にあった村。現在の男鹿市北東部、日本海と八郎潟西部承水路に挟まれた区域にあたる。

## 地理
- 海：日本海
- 湖沼：八郎潟

## 歴史
津軽藩の歴史書、津軽一統志の駅路宿泊の次第によると「八森－能代、福神澤－船越－湊（土崎）」とある。。また、津軽為信から豊臣秀吉に対して献鷹使を派遣した際には「豊臣秀吉朱印状津軽献鷹の順路、秋田分領八森・のしろ・ふすべ沢・舟こし・みなと・ゆにの内あこつ」とある。ふすべ沢とは福米沢村であるので、当時の街道は八郎潟の東ではなく、西側のこの地区を通っていた。
- 1889年（明治22年）4月1日 - 町村制の施行により、南秋田郡鵜木村・角間崎村・松木沢村・本内村・野石村・福米沢村の区域をもって成立。
- 1956年（昭和31年）4月1日 - 払戸村と新設合併して琴浜村が発足。同日潟西村廃止。

## 出身者
- 落合博満（プロ野球選手・プロ野球監督）